# Seelenkapelle (Bad Wurzach)

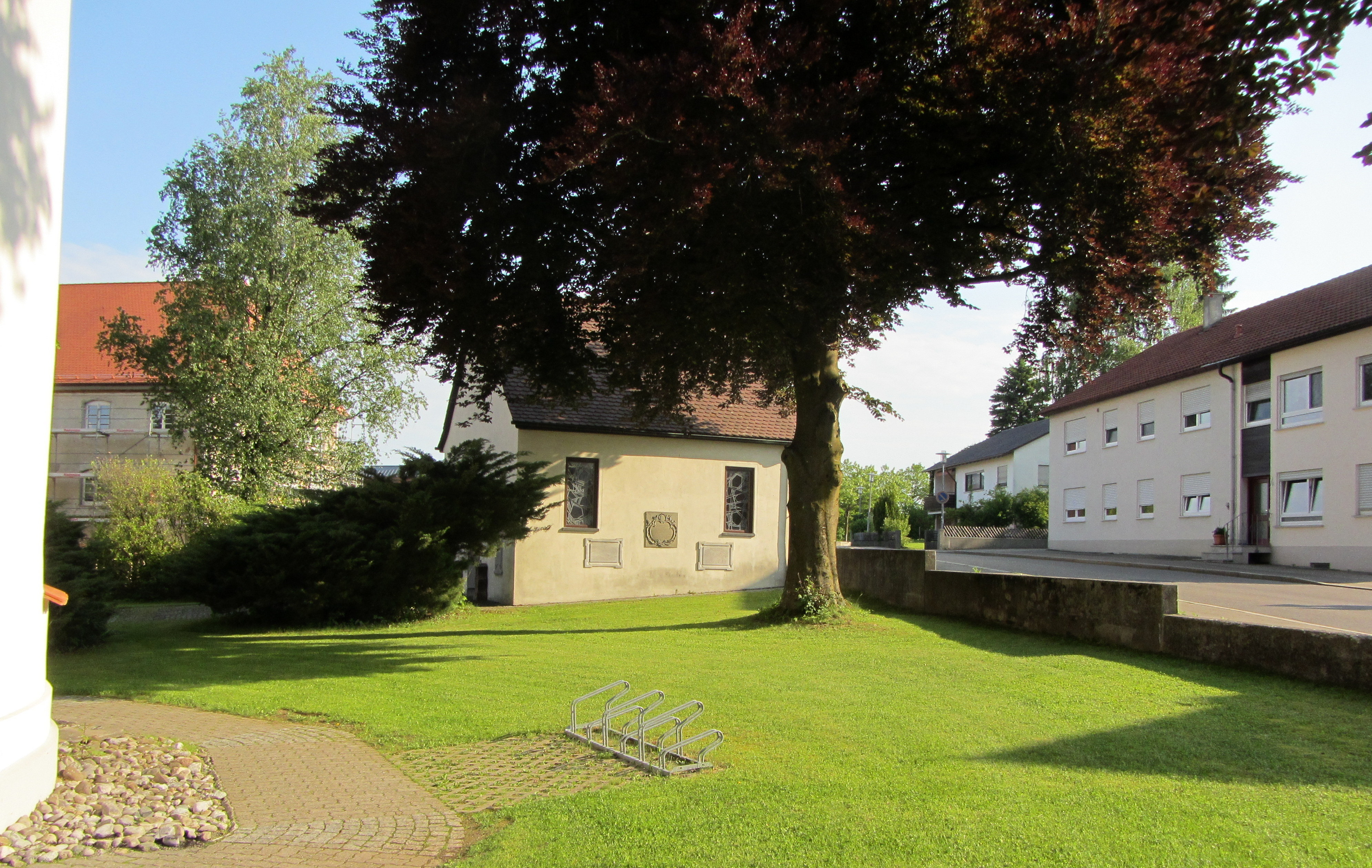
Seelenkapelle (2012)

Die Seelenkapelle war die Gruftkapelle der Nonnen des Klosters Maria Rosengarten in Bad Wurzach.

## Beschreibung
Die unterkellerte Kapelle wurde 1774 von Pfarrer Johann Nepomuk von Kolb errichtet. In der dortigen Gruft ist er bestattet. Die schlichte biberschwanzgedeckte Kapelle steht zwischen der klassizistischen Pfarrkirche St. Verena und dem Frauenkloster Maria Rosengarten. Im Innern der Kapelle befindet sich ein Kreuz mit Korpus, rechts und links davon stehen auf Tafeln die Namen der verstorbenen Schwestern. Eine vergitterte Öffnung im Kapellenboden ermöglichte es den Nonnen, den verstorbenen Mitschwestern das Weihwasser zu spenden, ohne in die Gruft hinuntersteigen zu müssen.
An der Außenwand der Kapelle befinden sich mehrere Epitaphe.